# Agriculture au Cameroun
 (juillet 2017).
L'agriculture du Cameroun est la principale source de croissance et de devises du pays, jusqu'à 1978 quand la production de pétrole a démarré. La part de l'agriculture qui représentait 44 % du PIB en 2004, décline à 22,9% en 2013 puis 17,5 % en 2020 et 16,9% en 2021,. L'activité agricole et la productivité du secteur ont baissé au cours du boom du pétrole pendant les années 1980.
Au Cameroun, environ 90% des ménages ruraux sont d'une manière ou d'une autre, investis dans le secteur agricole. Ce qui pourrait expliquer le fait que ce secteur emploie environ 60% de la population et représente plus de la moitié des revenus d'exportation non pétroliers du pays.
L'agriculture est la principale occupation pour 62 % de la population active au Cameroun en 2012, bien que seulement environ 15,4 % des terres soient arables.
Ce faible pourcentage est dû à une mauvaise politique de gestion des terres cultivables et à un enclavement presque universel des zones cultivables. En effet, très peu de routes relient les campagnes aux grandes villes, ce qui a un impact économique important étant donné que les régions susceptibles d'être exploitées ne sont pas reliées aux marchés.
Cependant malgré ces défauts (en passe d'être peu à peu résolues), le Cameroun jouit d'une agriculture dynamique qui réussit non seulement à atteindre l'autosuffisance alimentaire à plus de 80 %, mais aussi à stimuler les exportations des produits de consommation vers les pays voisins qui sont enclavés (Tchad et République centrafricaine) ainsi que ceux qui ne produisent pas assez de vivres tel que le Gabon et la Guinée équatoriale.

## Les cultures vivrières ou destinées principalement au marché intérieur

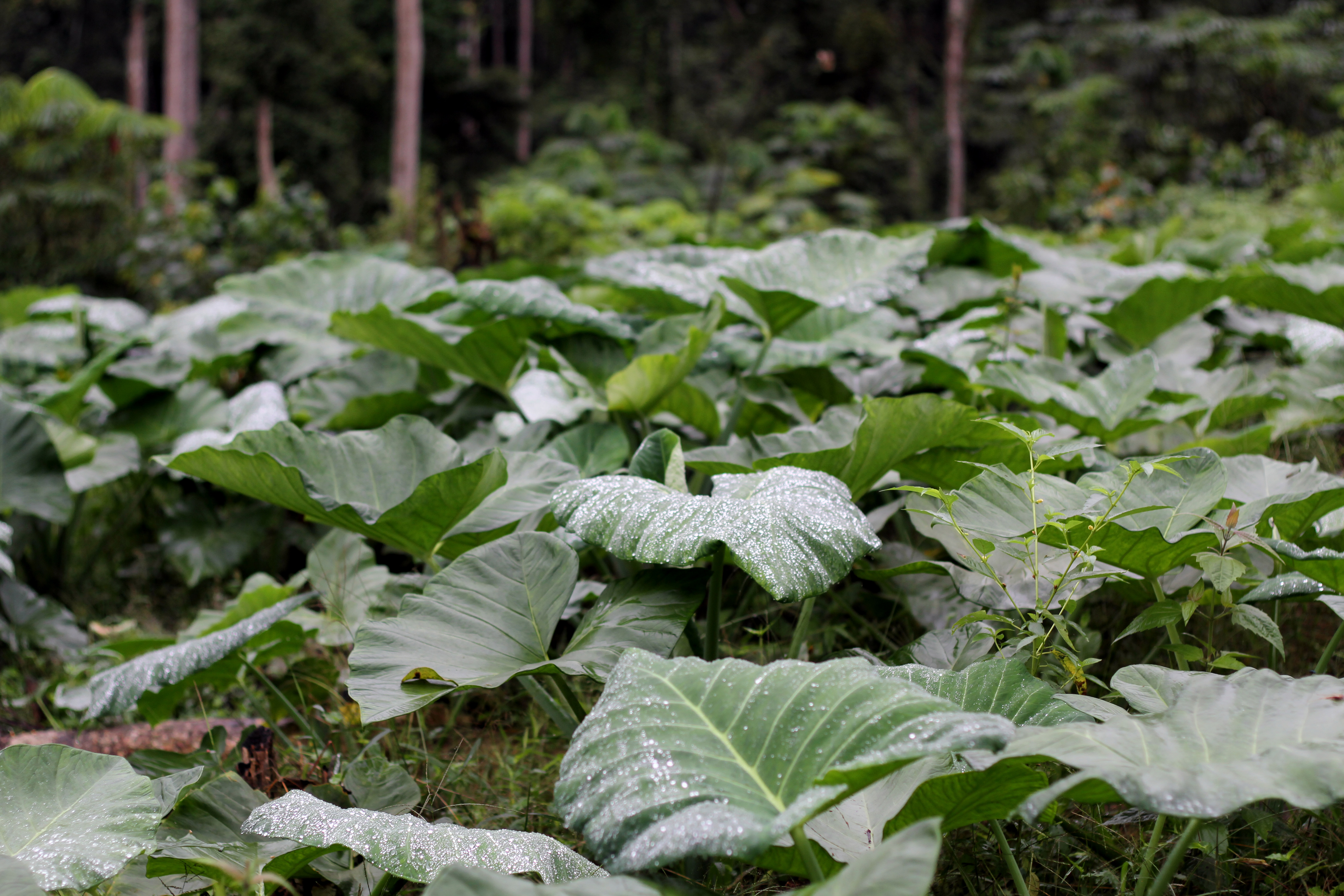
Champ de macabo

D'après la Banque mondiale, les principales productions vivrières au Cameroun sont la banane plantain avec 4,5 millions de tonnes, le manioc avec 5,3 millions de tonnes, le maïs avec 2,2 million de tonnes, le macabo/taro avec 1,8 million de tonnes, l'igname 0,8 million, le mil/sorgho 1,2 million, la pomme de terre 0,4 million. La production de fruits, tels l'ananas (0,25) , le melon, la mangue, la mandarine, le pamplemousse, l'avocat, et de légumes tels le haricot sec, le haricot vert, l'oignon (0,37) , la tomate (1,1) , l'ail, est quant à elle stimulée par l'exportation vers les pays voisins qui sont de gros demandeurs, et connaît ainsi un développement rapide,.
Le secteur souffre toutefois de sa dispersion avec des exploitations de superficie moyenne d'environ 1,5 hectare et d'une faible productivité malgré des surfaces cultivables assez importantes. Son taux de croissance annuel se situerait aux alentours de 4 % pour les années 2008-2011, selon la Banque mondiale.

## Coton: de la matière première au produit fini

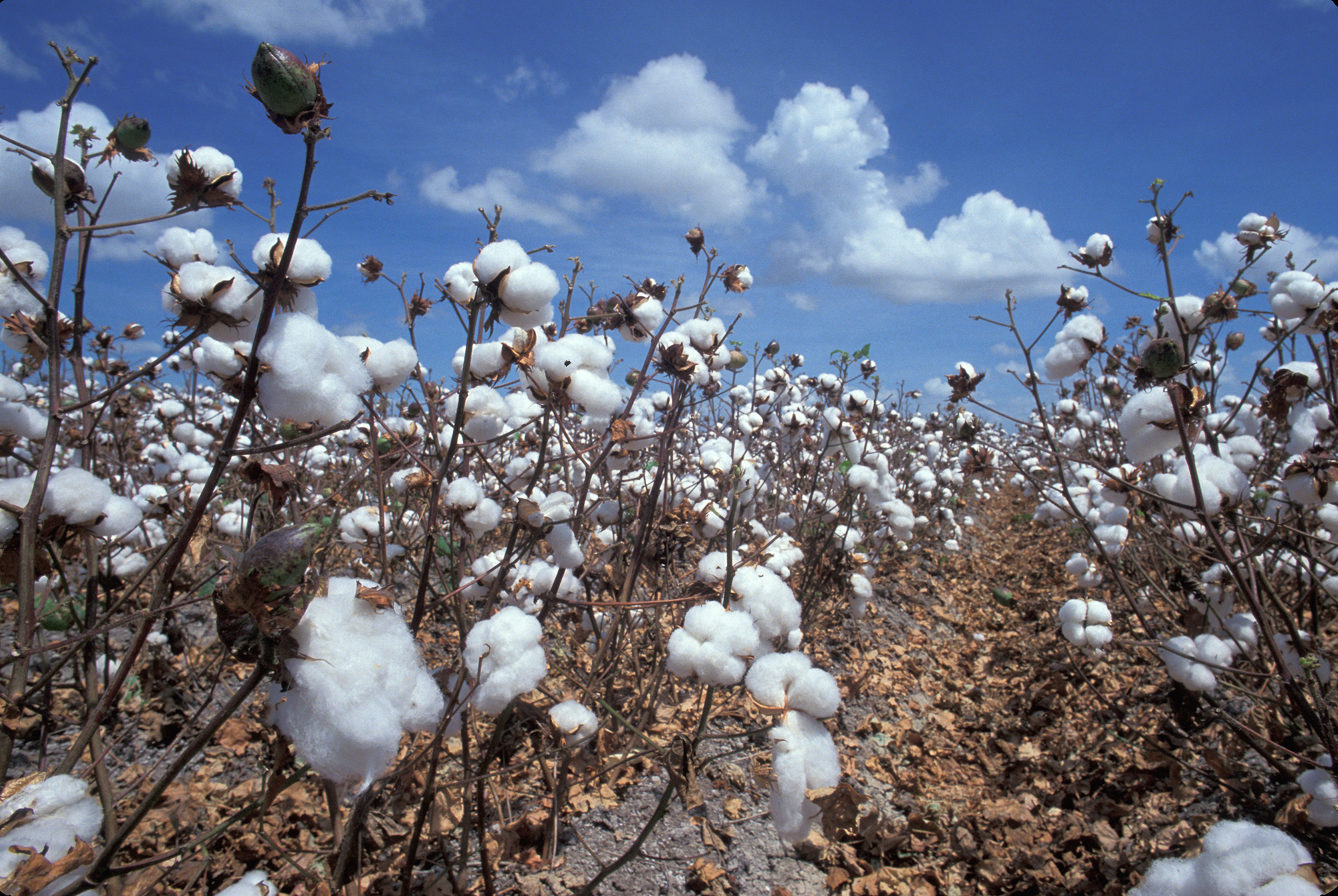
Champ de coton

La filière coton, seule à n'être pas libéralisée, connaît des difficultés en raison d'une baisse continue de la production ainsi que des prix sur le marché international. Les 350 000 producteurs ont vu le prix d'achat tomber de 195 à 175 Francs CFA de 2004-2005 à 2005-2006. À ce niveau de prix, le producteur tend à économiser sur les engrais, ce qui a pour conséquence de ne pas assurer la qualité des rendements. La production de 125 000 t de coton-fibre en 2004-2005 (à partir de 200 000 t de coton graine transformé localement) est retombée à 113 000 t en 2005-2006.
La Sodecoton, dont le capital est détenu à près de 60 % par l'État, achète l'ensemble de la production de coton-graine et la commercialise. Elle accuse une perte d'exploitation de plusieurs milliards de Francs CFA en 2005. Le Cameroun s'est engagé à la privatiser après les échecs de la fin des années 1990.
Le Cameroun dispose de nombreuses sociétés de tissage et de filature, telles la Cotonnière industrielle du Cameroun (CICAM), spécialisée dans la fabrication de vêtements locaux en coton, mais qui ont une capacité très insuffisante compte tenu de la matière première disponible ainsi que la demande de produits transformés qui est chaque année plus croissante. La fin des contingentements et l'autorisation d'importer de la friperie ont porté un coup dur au secteur de la confection, désormais submergé par des importations venues d'Asie et d'Europe. Le marché du coton camerounais, qui n'est pas des plus enviables, a récemment connu un nouveau coup dur avec la perte d'importantes quantités de coton tchadien qui sont parties en fumée au port de Douala.
La Sodecoton exporte environ 90 % du coton récolté. Ceci représente environ 6 % des exportations camerounaises (22 % des exportations de produits agricoles). Cependant, plus qu'au niveau national, le coton joue un rôle essentiel au niveau des collectivités rurales dans la partie nord du pays, auxquelles il apporte ressources, bien-être social et stabilité politique.

## Cacao-café: un nécessaire effort de qualité

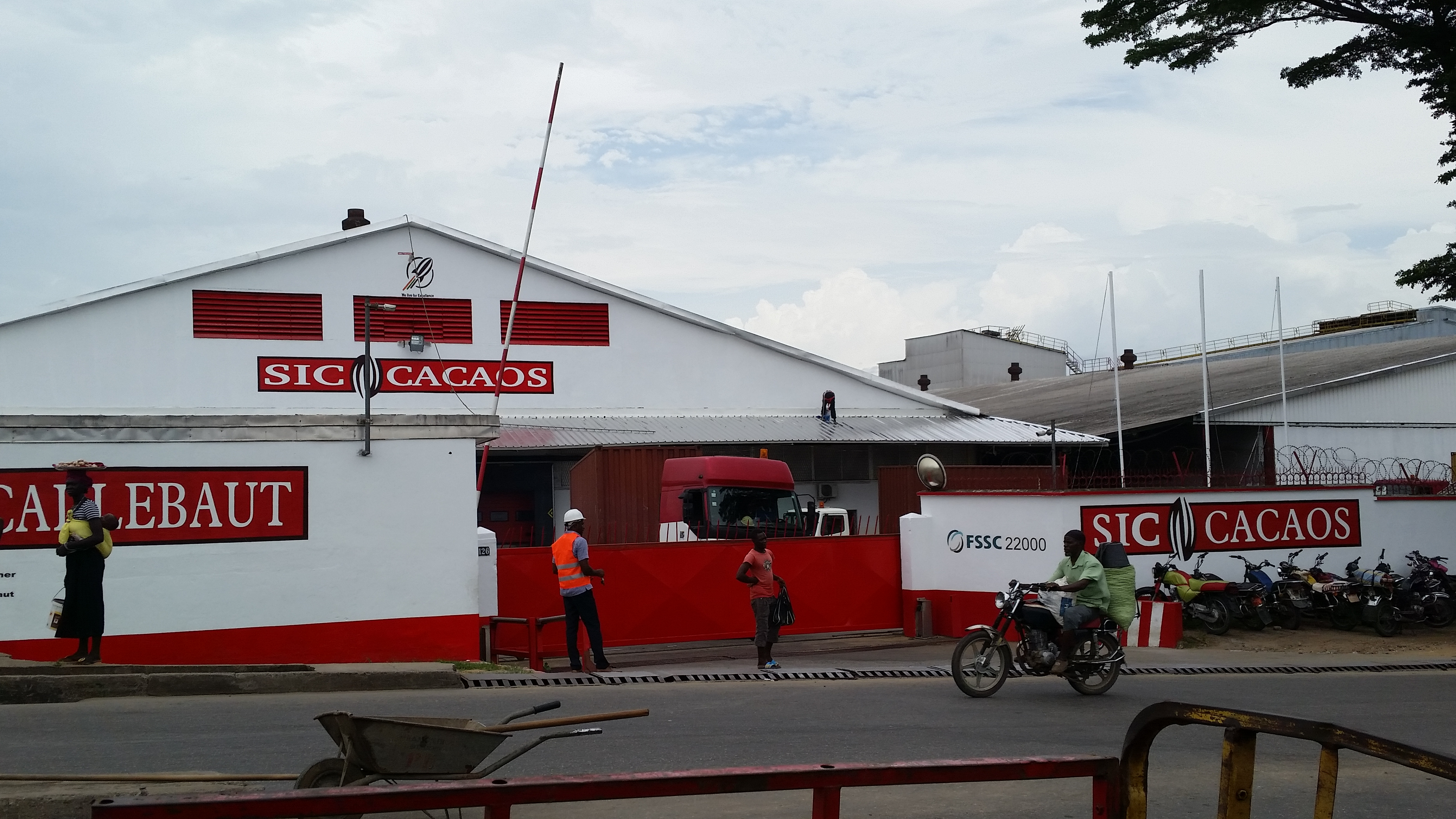
Usine Sic Cacao à Douala

Libéralisée depuis bientôt 15 ans, la filière cacao connaît une évolution en dents de scie malgré les espoirs qu'a fait naître la crise ivoirienne ; elle a enregistré un sursaut de production de 120 000 à 190 000 t entre 2000 et 2005, chiffre qui dépasse les 230 000 t en 2016. Grande rivale du Cameroun depuis de nombreuses décennies, la Côte d'Ivoire a vu sa place de sa production de cacao dégringoler pendant ses années de crise. Il en ressort que le Cameroun est aujourd'hui l'un des principaux producteurs de cacao, occupant la cinquième place mondiale, et ce malgré la relative mauvaise performance de ce secteur. Le marché camerounais est dominé par trois multinationales : Cargill, Barry Callebaut et Archer Daniels Midland. Les deux premiers possèdent leur usine de traitement dans la ville de Douala.
Si le cacao camerounais a l'avantage de bien se prêter à la fabrication de poudre de cacao très demandée au niveau mondial, il souffre toutefois d'une décote sur le marché en raison d'une qualité jugée parfois insuffisante. La première transformation du cacao (portant sur ¼ de la production) est assurée par Sic Cacaos et Chococam, disposant d'un outil très performant, qui produisent la pâte, le beurre et la poudre. Chococam est le leader sur la fabrication en plaques et de la confiserie.
Cette culture fait vivre 600 000 familles, qui sont toutefois très affectées par les chutes mondiales des cours (-30 % en 2017, près  de la moitié par rapport au plus haut de 2015) et par celle du prix payé aux agriculteurs, ce dernier ayant été divisé par deux en 2017 par rapport au meilleur prix de 2016.
La filière café quant à elle connaît des difficultés comparables. Dans les années 1970, le Cameroun produisait 32 000 t d'arabica et 95 000 t de robusta; la production est retombée entre 6 000 et 41 000 t respectivement en 2005-2006. Le gouvernement a entrepris de revitaliser les structures d'encadrement et de commercialisation dans cette filière (Sodecao, ONCC, UCCAO). Un fonds de développement a été créé en 2006 pour la promotion du secteur. Ce dernier est d'ores et déjà fonctionnel.

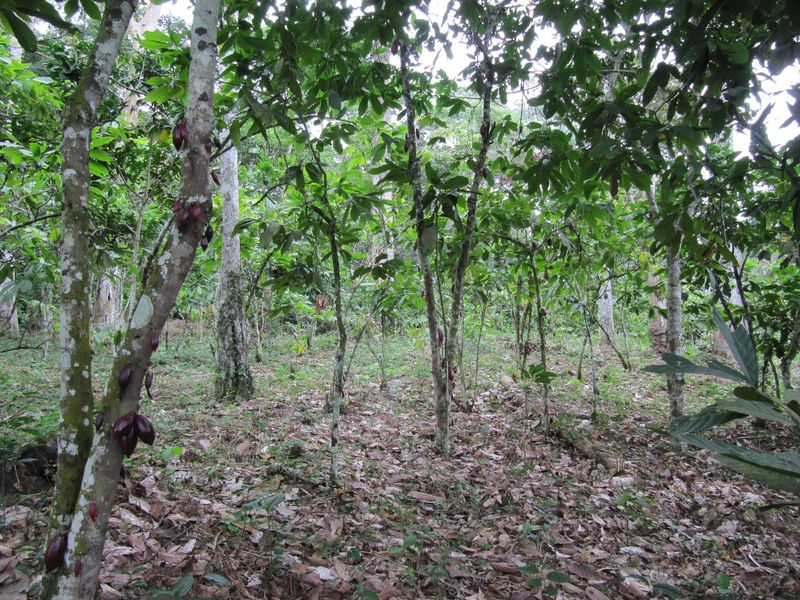
Plantation de cacao
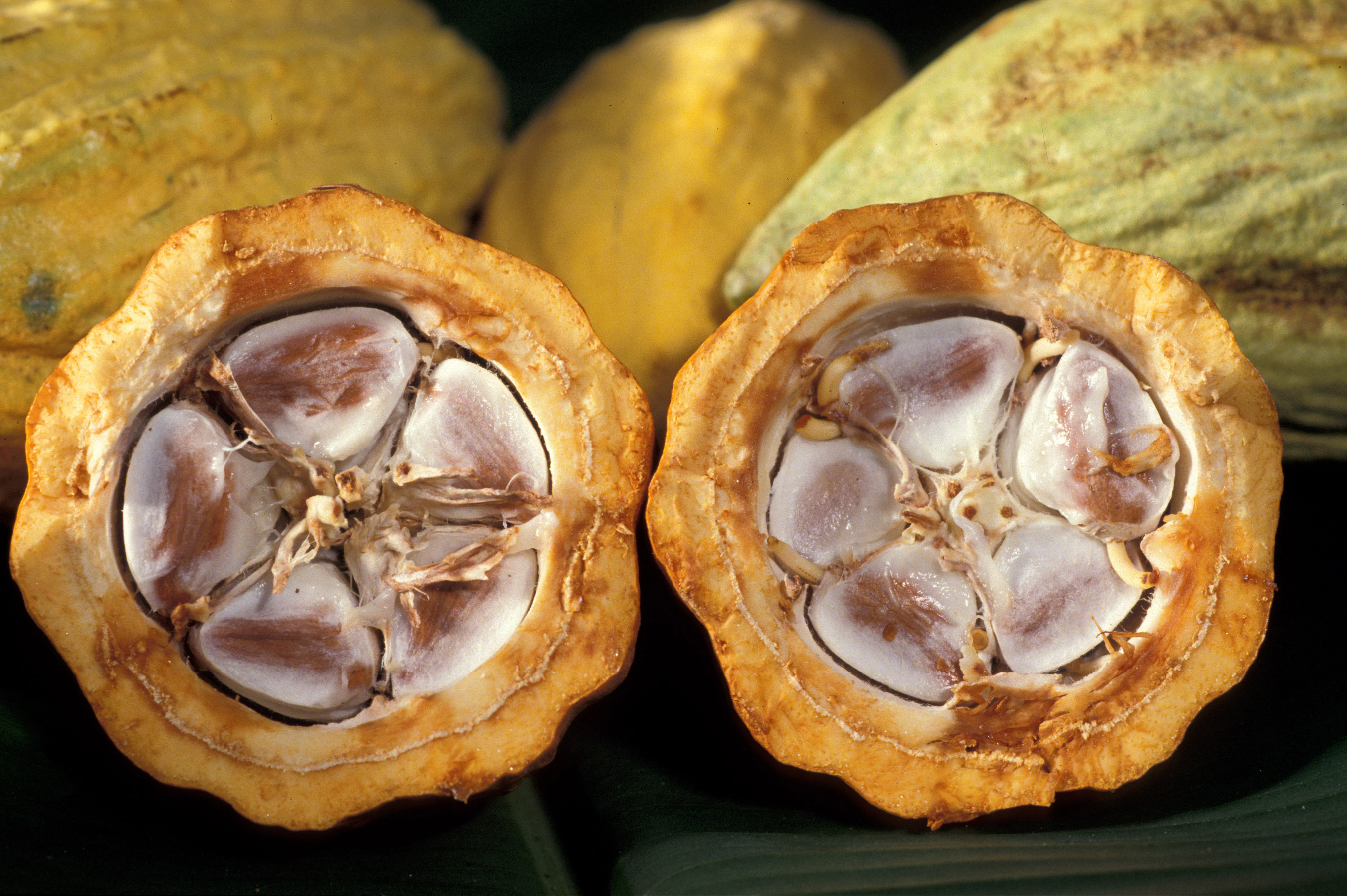
Cacao
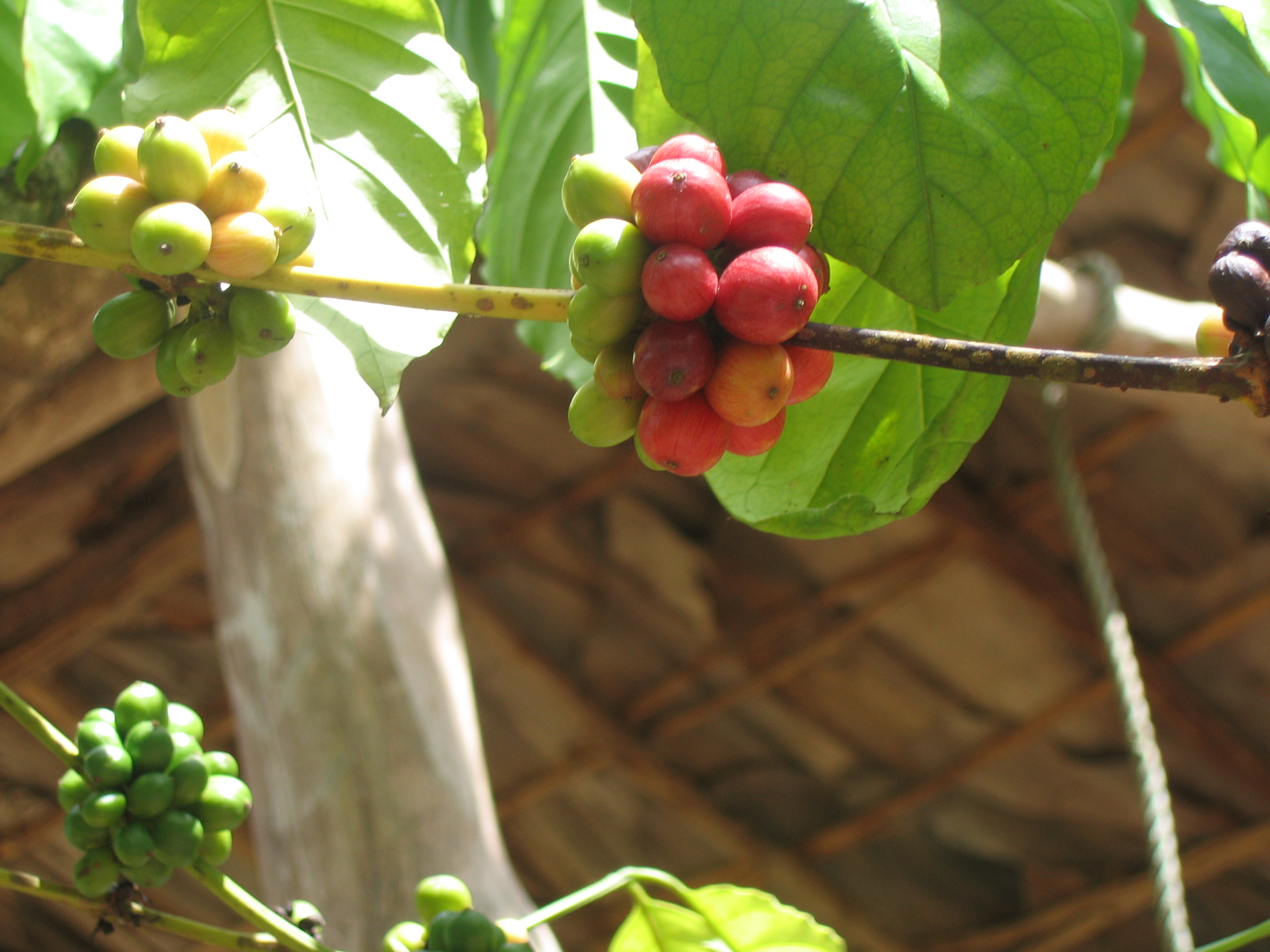
Café (cerises)

## Huile de palme: forte demande intérieure
Dans le domaine des palmeraies, deux types d'exploitation coexistent: d'abord un secteur moderne avec cinq producteurs organisés sur 600 000 ha de palmeraies (produisant 120 000 t), dont Socapalm, filiale du groupe Bolloré (28 000 ha), la compagnie locale CDC (16 000 ha) et la Ferme Suisse. Ensuite un secteur villageois dispersé sur un total de 43 000 ha (30 000 t). Cette filière offre des perspectives très prometteuses en raison de la forte demande intérieure pour les industries agroalimentaires, les savonneries et l'alimentation animale. À noter que la production de boisson issue des palmiers (vin de palme) est en constante hausse, et est portée par une forte demande notamment en région rurale.

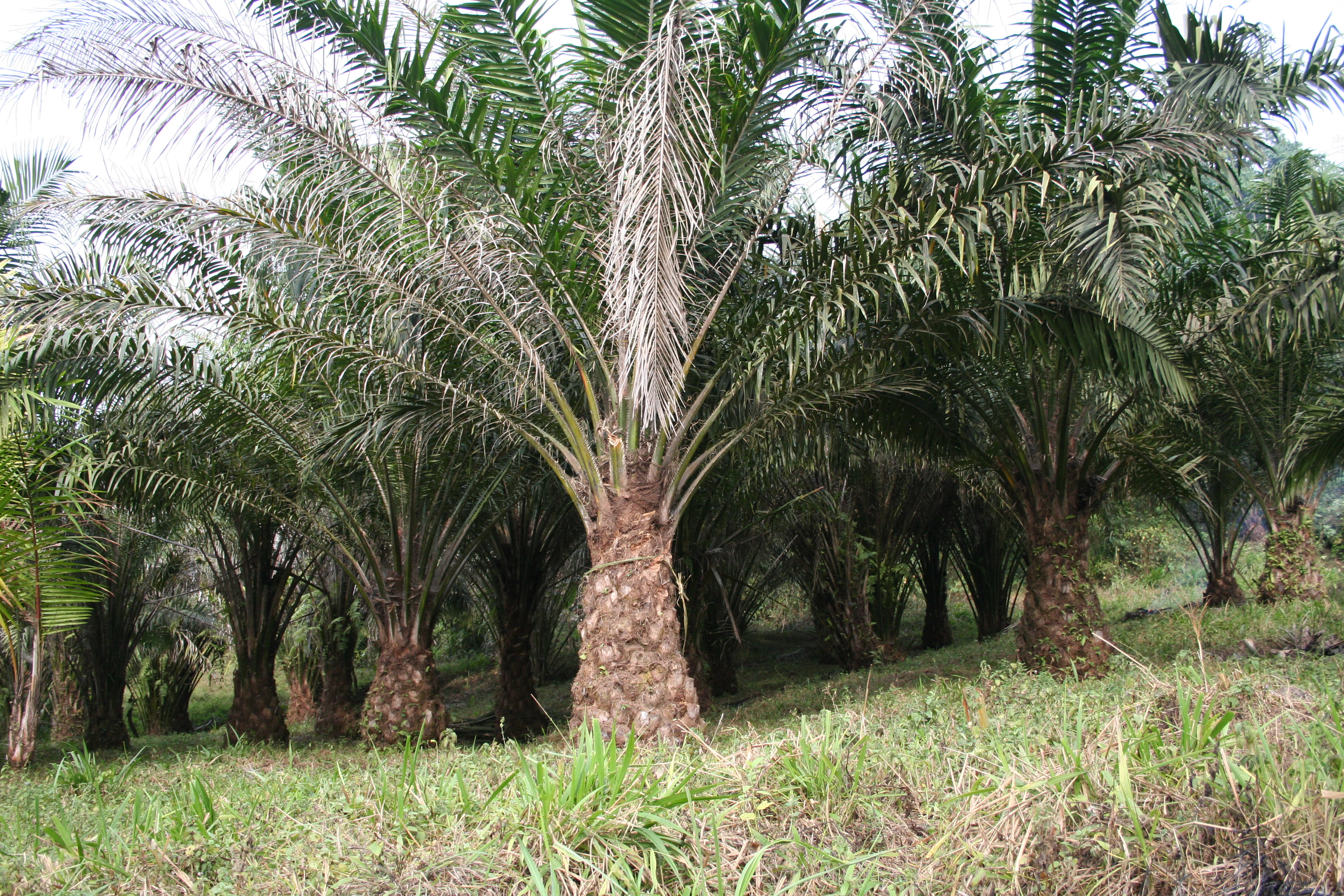
Palmier à huile
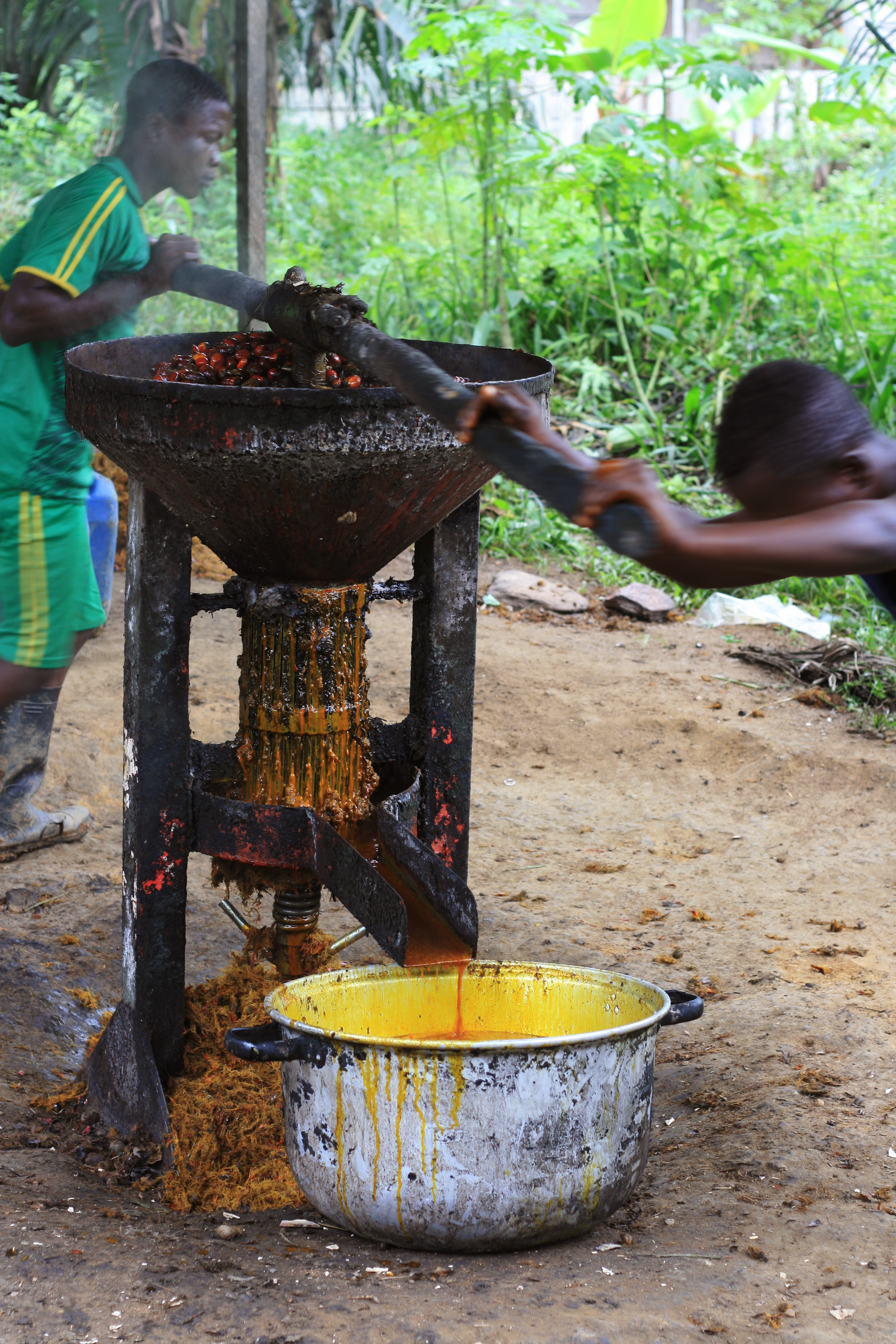
Extraction de l'huile de palme
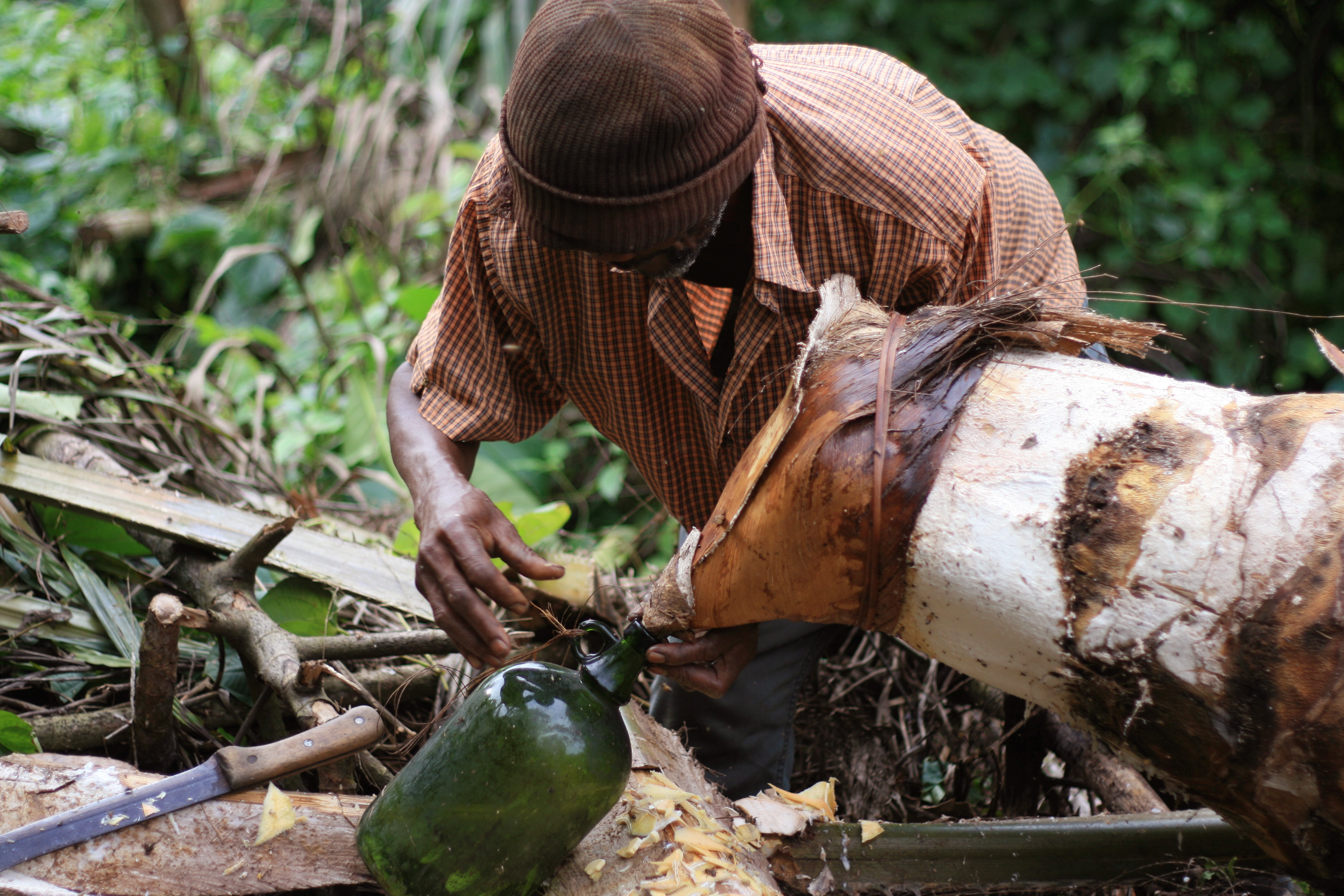
Extraction du vin de palme

## La filière caoutchouc

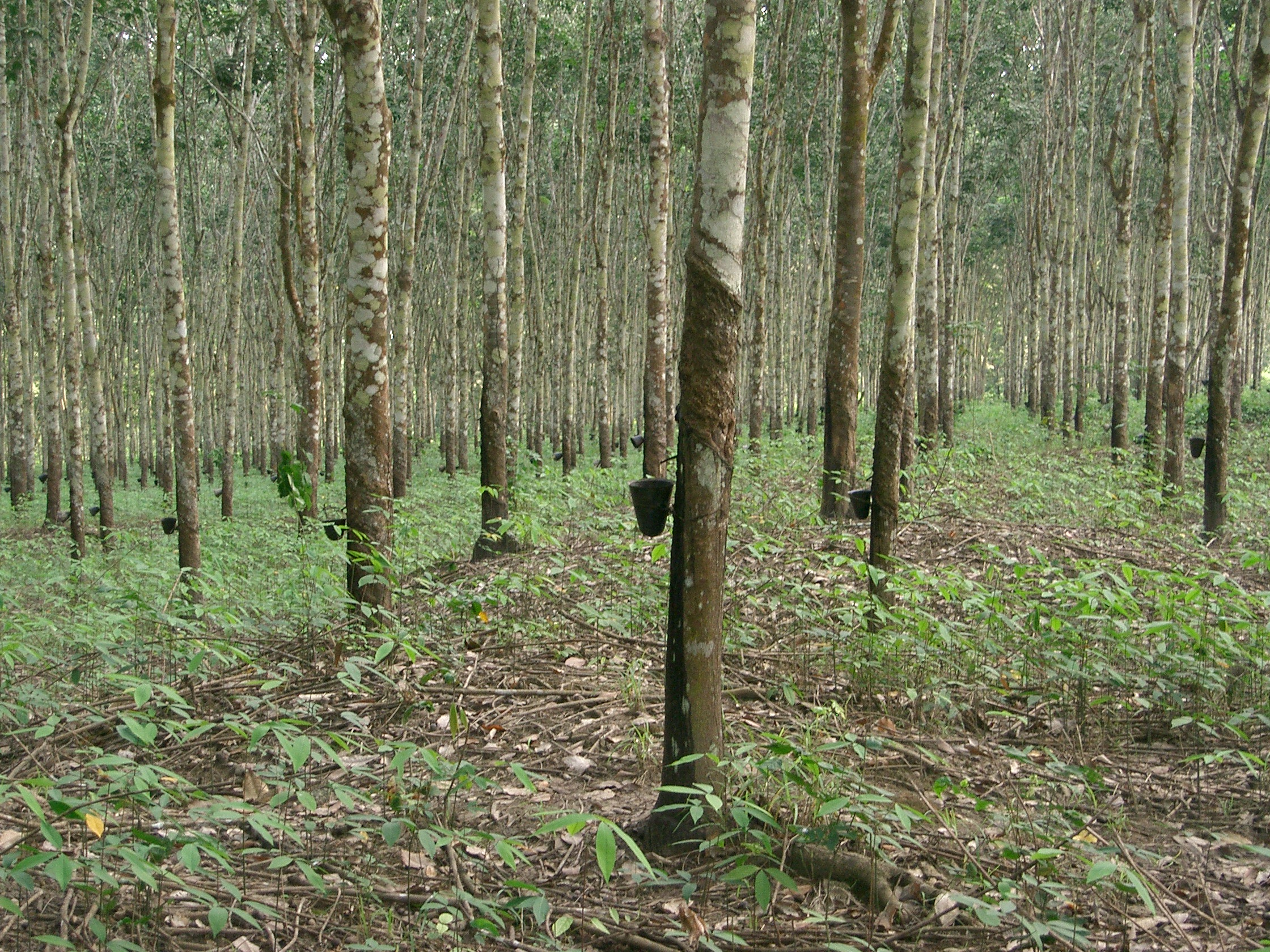
Plantation d'hévéas

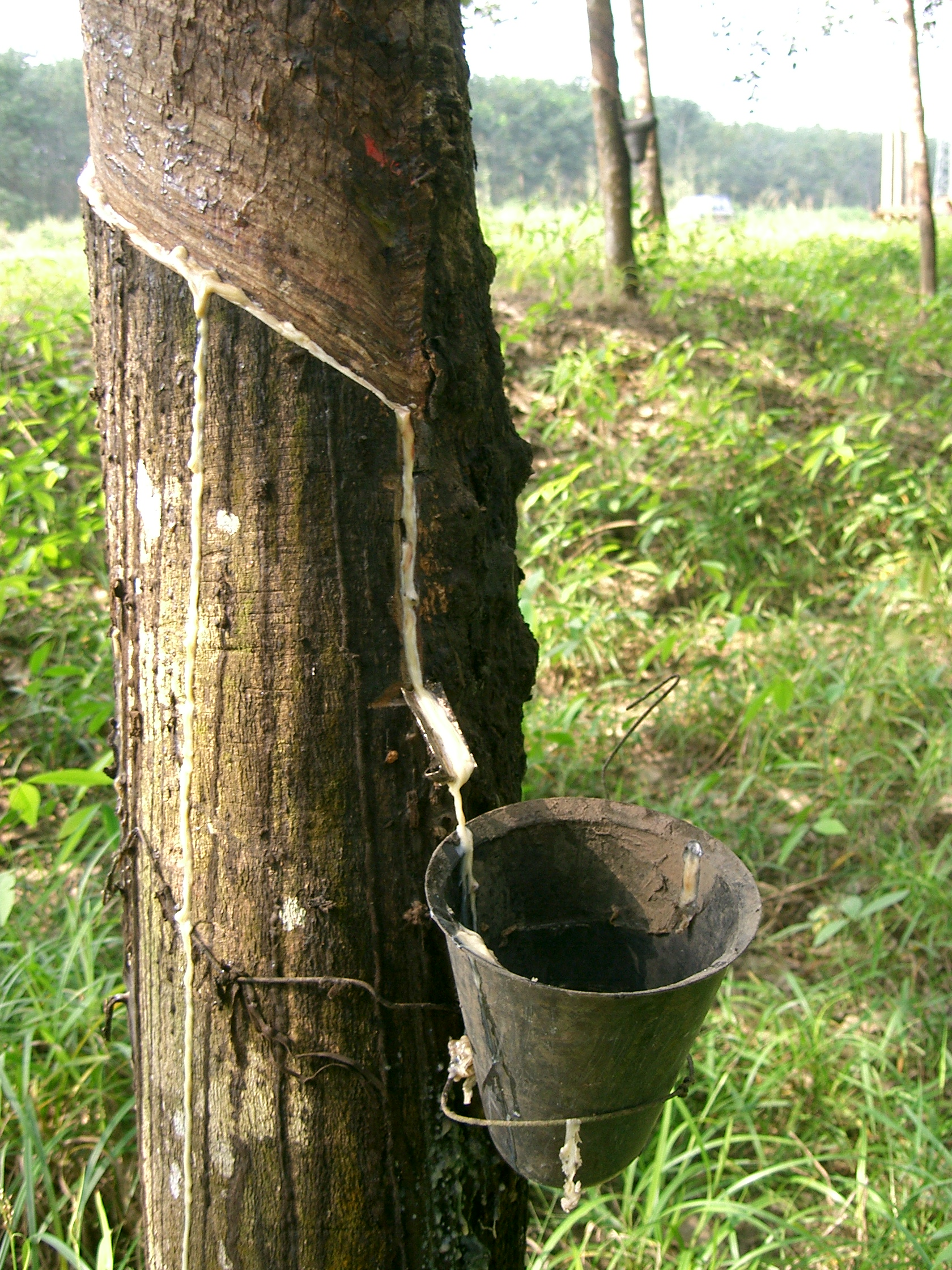
Récolte du latex

Avec une production de caoutchouc naturel de 60 000 t, cette filière d'exportation rapporte plus de 30 millions d'euros par an. La production de caoutchouc au Cameroun provient principalement de l'extraction du latex provenant de l'hévéa). Les recettes ont évidemment bénéficié du renchérissement du prix du baril de pétrole qui avantage encore le caoutchouc naturel par rapport au caoutchouc synthétique. Les trois principales sociétés productrices sont Hévécam (groupe Halcyon Agri), CDC et Safacam (groupe Bolloré).

## Sucre de canne: les producteurs s'organisent
Sosucam, filiale du groupe français Somdiaa domine la filière du sucre qui produit environ 120 000 t de sucre raffiné par an (60 millions d'euros de CA), un volume cependant insuffisant pour couvrir les besoins nationaux. Qui plus est, le Nigeria ainsi que le Brésil, qui font des importations sauvages, contribuent à une concurrence déloyale sur le marché local, et ce malgré des coûts de productions relativement faibles. Les importations subventionnées par l'Union européenne de sucre de betterave ont eu le même effet, cependant la réforme de Bruxelles de 2006 limitant les exportations subventionnées européennes pourrait stimuler la production camerounaise. En attendant de réelles avancées dans ce sens, les producteurs de la CEMAC s'organisent afin de créer un marché commun du sucre et ainsi subvenir aux besoins de la sous région, sans toutefois recourir à des importations hors de la zone. Des perspectives innovantes sont à l'étude pour limiter l'usage des pesticides et augmenter les rendements comme la culture intercalaire de légumineuses de la famille des fabaceae.

## Banane: prospecter de nouveaux marchés

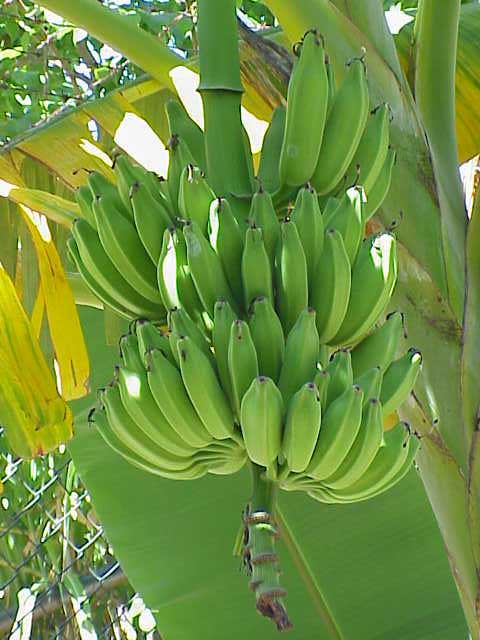
Régime de banane

Deux grands groupes dominent le secteur de la banane au Cameroun : la Compagnie fruitière de Marseille  et la CDC (société d'état, en partenariat avec Del Monte Cameroon, 41 %). Un troisième opérateur (groupe SPM, 13 %) s'est installé plus récemment et est en pleine croissance. Les bananeraies s'étendent sur 10 000 ha (6 700 ha plantés). La principale destination est l'Union européenne, dont les importations reposaient sur un système de licences (aboli en janvier 2006), fondé sur des données historiques défavorables au Cameroun : il ne disposait que de 150 000 t pour une capacité d'exportation de 250 000 t (premier exportateur d'Afrique). Il devait donc acheter des droits aux pays des Caraïbes (dont la production était en forte baisse), 220 € la tonne en 2005, ce qui absorbe une grande partie de la recette d'exportation.
Le Cameroun devrait consentir des efforts sérieux pour accroître les rendements et la qualité, pour diversifier ses ventes (déjà 50 000 t partent vers le Maghreb) et pour réduire les coûts de production (emballages et engrais sont importés) afin de rendre la filière plus compétitive.

## Le secteur de l'élevage et de la pêche
La production halieutique est essentiellement maritime et a atteint 287 000 tonnes en 2018. D'après les statistiques gouvernementales les productions animales sont aussi en progression. La production de viande est passée de 343 000 tonnes en 2016 à 394 000 tonnes en 2018. Le cheptel est diversifié avec en 2018 : 8,8 millions de bovins, 3,5 millions d'ovins, 6,5 millions de caprins, 3,7 millions de porcins et 83,9 millions de volailles. Quant à la production laitière elle reste faible et ne suffit pas à combler les besoins de la population. Le Cameroun produit aujourd'hui 285 000 tonnes de lait mais enregistre un déficit de 120 000 tonnes,. Des projets d'amélioration de la production sont en cours.